# 莫哈末哈山
拿督斯里乌达玛哈芝莫哈末·哈芝哈山（1956年5月2日—），马来西亚政治人物，现任外交部部长、巫统署理主席、林茂国会议员兼晏斗州议员。莫哈末哈山曾于2004年至2018年期间担任森美兰州务大臣。

## 背景
1956年5月2日，莫哈末哈山出生于马来西亚森美兰州林茂县甘榜昆罗怡里（Kampung Kundur Hilir）。

### 学历
莫哈末哈山在晏斗拿督阿希扎曼小学（SK Datuk Akhir Zaman）完成其小学教育，中学则在晏斗国民中学就读。高中时期，他前往芙蓉端姑安潘杜拉国民中学（SM Tunku Ampuan Durah）就读。1977年，莫哈末哈山继续在马来亚大学深造。

### 工作经历
毕业后，莫哈末哈山在国家银行接受培训，之后他在马来亚银行的八打灵再也分行任职副经理。他随后也在大众银行、阿拉伯马来西亚商人银行（大马银行前身）和英国伦敦土著银行担任经理。1992年至1994年，莫哈末哈山在马来西亚冷藏有限公司（Cold Storage (M) Sdn. Bhd.）任职首席执行员。1994年至2004年3月，他在合发吉星有限公司（Cycle & Carriage Bintang Bhd.）任职董事总经理。同时，他也担任过国库控股经理、雪邦国际赛道有限公司经理、马来西亚食品工业有限公司（FIMA）主席，以及马赛地-奔驰亚洲私人投资有限公司东南亚地区顾问。

## 政治生涯
莫哈末哈山从2004年3月25日开始担任森美兰州务大臣至2018年5月10日，长达14年之久，也是上阵晏斗州议席最多次的国阵代表。
2018年6月30日，他获选为巫统署理主席。12月18日，官司缠身的原任巫统主席阿末扎希在党内愈趋强势的逼宫压力下，宣布告假并将主席职务交托署理主席莫哈末哈山暂代，20日该决议获得巫统管理会议通过。

### 巫统与伊斯兰党“联姻”
在2018年马来西亚大选，原执政联盟国民阵线首度丢失自马来亚独立以来近61年的联邦执政权。之后，身为国阵最大成员党的巫统开始与在野党伊斯兰党合作。2019年3月5日，身为巫统代主席的莫哈末哈山与伊党署理主席端依布拉欣·端曼等联袂召开记者会，宣布巫统和伊斯兰党正式合作。莫哈末哈山称两党合作是为了促进穆斯林团结及达到国家繁荣。他更以情侣关系形容两党合作，指两党从双溪甘迪斯补选开始“交往”，在斯里斯迪亚补选“订婚”，而现在正式迈入“结婚”的阶段。莫哈末哈山也表示双方同意成立技术特别小组，以进一步讨论合作的细节，但不会合并或推出共同的标志竞选。3月9日，莫哈末哈山表明巫统打算同伊党在四个州属，即巫统执政的彭亨与玻璃市，以及伊党执政的登嘉楼与吉兰丹组成联合政府，但之后两党皆否认此事。

### 晏斗补选
在2018年大选提名日当天，选委会以没有通行证为由，拒绝公正党候选人斯特南（Streram Sinnansamy）进入选举中心和提名，让莫哈末哈山不战而胜，第四度当选晏斗州议员。斯特南之后召开记者会，表示之前已向选委会交付按柜金与选举材料经费，并填妥一切表格，但实际上选委会当时未派发通行证，也未曾提及需领取通行证一事。5月23日，斯特南入禀高庭起诉选委会，挑战莫哈末哈山当选不合法。2018年11月16日，选举法庭以选举法令没有阐明候选人、提议人和附议人在提呈提名表格时必须携带识别证或通行证，因而宣判选举官的决定违法，莫哈末哈山当选无效，并谕令晏斗州议席悬空以进行补选，相关选举官则必须支付庭费。莫哈末哈山随后进行上诉，但联邦法院五司最终于2019年2月18日驳回莫哈末哈山的上诉，维持选举法庭的裁决，晏斗州议席必须进行补选。
2019年3月6日，选委会宣布，晏斗补选提名日为3月30日，投票日为4月13日，竞选期长达14天。在此次晏斗州议席补选，莫哈末哈山继续代表国阵守土，斯特南则代表希盟公正党在原区上阵。此外还有二名独立候选人加入战围，分别是印裔前节目主持人玛拉拉贞兰（Malar Rajaram）以及退休讲师莫哈末诺亚欣（Mohd Nor Yasin），因而形成四角战。最终，莫哈末哈山成功以4,510张多数票在晏斗州议席补选胜出。

## 争议

### 促拆除抗日英雄纪念碑
2006年12月16日，新闻部长再努丁迈丁公开表示，他发现砂拉越及森美兰汝来华人私人墓园设立纪念共产党的纪念碑，并称此举显示了他们对马来西亚人民反抗共产主义的斗争“不敏感”，并将威胁人民团结。汝来孝恩园的和平纪念公园是由爱国工委会筹建，公园内设有马来亚各族抗日英雄纪念碑、九一抗日烈士墓碑以及抗日历史文物馆，目的是为了表扬当年各族人民反抗日本帝国主义所作出的牺牲。
12月20日，莫哈末哈山要求汝来孝恩园不要在义山内设立纪念碑，否则地方政府将采取行动拆除，成为第一位公开下命拆除抗日纪念碑的高官。此言论一经报道，立刻引起华社强烈不满。莫哈末哈山在当天下午改口，并托森美兰中华大会堂主席周世扬转告华社，他没有拆除汝来孝恩园抗日英雄纪念碑的意愿。莫哈末哈山也通过森州马华公会青年团团长符明治与亚沙国会议员吴绍阀通知媒体，声称自己不曾使用过“拆除”的字眼，但《星洲日报》记者将其马来语谈话刊登出来，证实莫哈末哈山确实曾经说过。21日上午，民主行动党秘书长林冠英率领党要前往汝来孝恩园向抗日纪念碑致敬。林冠英表示该纪念碑并没有任何字眼提及马来亚共产党或共产主义，斥责巫统炒作纪念碑课题以挑拨种族情绪和转移人民对于政府的不满。

### 涉嫌非法汇款案
2009年10月26日，国家银行宣布在《1998年钱币兑换法令》下撤销20家钱币兑换商的执照，但并没有公布原因。11月13日，公正党峇都国会议员蔡添强揭露，莫哈末哈山曾透过其中一家被撤销执照的钱币兑换商沙拉玛（Salamath），在2008年汇出一笔总值1000万令吉的款项到英国伦敦购买公寓。蔡添强为此促请反贪会调查莫哈末哈山所汇出的款项来源以及收款者的身份。11月29日，国家银行表示只撤销钱币兑换商的执照，并没有涉及调查莫哈末哈山。12月3日，大马青年阵线组织向武吉阿曼警察总部提呈备忘录，要求警方对非法汇款案展开调查。
2010年6月22日，财政部在国会书面回答说国家银行已经采取行动调查货币兑换商，但没言明是否调查莫哈末哈山。2012年6月13日，首相署副部长刘伟强证实反贪污委员会已完成调查，并把调查报告呈给总检察署，但总检察署于5月将此案重新发还反贪会，以深入查明此案的数项事情。2013年11月18日，首相署部长南茜苏克利指出，总检察署证实莫哈末哈山曾汇款，但表示这笔汇款并非从贪污所得。
2019年晏斗补选期间，诚信党森州主席祖基菲里在助选演讲时再度提起非法汇款案，惟莫哈末哈山坚称当年的汇款没有不当，并且不惧此事再交予反贪会调查。之后森州诚信党青年团及森州公正党，分别于4月9日及10日向森州反贪会总部和芙蓉警局报案，要求重新开档调查莫哈末哈山当年的现金巨款来源，以及是否在任职期间滥权。

### 槟城拟建南洋大学论
2015年2月19日，《每日新闻》发表一篇题为“马来人再不醒觉将消失”的报道，里面引述莫哈末哈山的说法，指槟城州政府已经批准中华人民共和国在浮罗山背甘榜文丁兴建南洋大学，而马来人迟早被赶走，最终在槟岛上消失。隔日，槟州首席部长助理再里尔佐哈里针对此言论前往百大年路警局报案。他澄清槟州政府不曾批准任何南洋大学工程，同时抨击莫哈末哈山所发表的言论毫无根据，只是企图挑起种族情绪。

### 违规吸烟被举报罚款
2024年12月17日，一名社交用户在网络平台上分享两张12月15日在森美兰州晏斗一家餐馆拍摄的照片，一名被认为是莫哈末哈山的人和一群男人群聚时拿着香烟，引起公众的批评。但该帖子没有提供有关事件日期和时间以及餐馆名称的更多详细信息。卫生部长祖基菲里阿末回应社交用户的指控，表示其坚守‘无人可以凌驾于法律之上’的原则，但他未能证实照片中的人士，是否社交媒体用户所指认的莫哈末哈山本人。次日，卫生部长祖基菲里表示，根据《2024年公共卫生烟草控制法》，在餐厅吸烟时，任何人都不能免受法律的约束，指示芙蓉区卫生局的授权官员会见莫哈末哈山，向他发出违法通知和罚款。祖基菲里也指出，指示卫生官员发出违法通知和罚款是莫哈末哈山向他提出的。随后，莫哈末哈山在举行的新闻发布会上承认，社交平台上流传的正是本人，为在禁区吸烟的行为作出道歉，并愿意支付芙蓉区卫生局对他开出的罚单。莫哈末哈山也指出，芙蓉区卫生局向他发出的罚款通知也将提交给总检察长办公室以确定罚款金额和下一步行动。
《当今大马》精选其读者对事件的反应，评论主要批评莫哈末哈山树立了坏榜样，还讨论加强禁烟执法的必要性和问责制。

## 选举成绩
| 年份 | 选区 |                     |                    | 得票数 | 得票率                     | 竞选对手                   | 竞选对手                    | 得票数                     | 得票率                     | 总票数                     | 多数票                     | 投票率 |
| ---- | ---- | ------------------- | ------------------ | ------ | -------------------------- | -------------------------- | --------------------------- | -------------------------- | -------------------------- | -------------------------- | -------------------------- | ------ |
| 2004 | 晏斗 |                     | 莫哈末哈山（国阵） | 8,031  | 79.30%                     |                            | 峇德鲁希山·沙哈林（公正党） | 1,832                      | 18.09%                     | 10,127                     | 6,199                      | 72.77% |
| 2008 | 晏斗 | 莫哈末哈山（国阵）  | 7,739              | 66.17% |                            | 艾莎南沙（公正党）         | 3,956                       | 33.83%                     | 12,216                     | 3,783                      | 80.77%                     |        |
| 2013 | 晏斗 | 莫哈末哈山（国阵）  | 10,126             | 64.75% |                            | 艾莎南沙（公正党）         | 5,513                       | 35.25%                     | 15,878                     | 4,613                      | 87.09%                     |        |
| 2018 | 晏斗 | 莫哈末哈山（国阵）1 | 不適用             | 不適用 | 不战而胜（后被判当选无效） | 不战而胜（后被判当选无效） | 不战而胜（后被判当选无效）  | 不战而胜（后被判当选无效） | 不战而胜（后被判当选无效） | 不战而胜（后被判当选无效） | 不战而胜（后被判当选无效） |        |
| 2019 | 晏斗 | 莫哈末哈山（国阵）  | 10,379             | 63.18% |                            | 斯特南（希望联盟）         | 5,887                       | 35.84%                     | 16,428                     | 4,510                      | 79.30%                     |        |
| 2019 | 晏斗 | 莫哈末哈山（国阵）  | 10,379             | 63.18% |                            | 莫哈末诺亚欣（独立人士）   | 79                          | 0.48%                      | 16,428                     | 4,510                      | 79.30%                     |        |
| 2019 | 晏斗 | 莫哈末哈山（国阵）  | 10,379             | 63.18% |                            | 玛拉拉贞兰（独立人士）     | 83                          | 0.50%                      | 16,428                     | 4,510                      | 79.30%                     |        |

注1：马来西亚联邦法院于2019年2月18日正式推翻2018年大选不战而胜的成绩。
| 年份 | 选区      |  |                    | 得票数 | 得票率 | 竞选对手               | 竞选对手             | 得票数 | 得票率 | 总票数  | 多数票 | 投票率 |
| ---- | --------- |  | ------------------ | ------ | ------ | ---------------------- | -------------------- | ------ | ------ | ------- | ------ | ------ |
| 2022 | P131 林茂 |  | 莫哈末哈山（国阵） | 53,075 | 48.50% |                        | 朱菲特里佐哈（希盟） | 33,178 | 30.32% | 109,436 | 19,897 | 81.94% |
| 2022 | P131 林茂 |  | 莫哈末哈山（国阵） | 53,075 | 48.50% | 纳兹里尤诺斯（国盟）   | 21,875               | 19.99% |        | 109,436 | 19,897 | 81.94% |
| 2022 | P131 林茂 |  | 莫哈末哈山（国阵） | 53,075 | 48.50% | 苏笛纳（社党）         | 779                  | 0.71%  |        | 109,436 | 19,897 | 81.94% |
| 2022 | P131 林茂 |  | 莫哈末哈山（国阵） | 53,075 | 48.50% | 南利阿瓦鲁丁（斗士党） | 529                  | 0.48%  |        | 109,436 | 19,897 | 81.94% |

## 荣誉

### 马来西亚勋章
- 马来西亚 :
  -  皇家领袖勋章 (PSD) – 拿督 (1999)[65]
- 森美蘭 :
  -  森美兰效忠斯里勋章 (SPNS) – 拿督斯里乌达玛 (2004)[65]
- 雪蘭莪 :
  -  苏丹沙拉胡丁·阿都-阿玆沙效忠拿督勋章 (DSSA) – 拿督 (1999)[66]